# Johann Nepomuk Beck
Johann Nepomuk Beck, född den 5 maj 1828 i Pest, död den 9 april 1904 i Pressburg, var en ungersk operasångare (baryton). 
Beck uppträdde först vid scenerna i Wien, Hamburg, Bremen, Köln, Düsseldorf, Mainz, Würzburg, Wiesbaden och Frankfurt am Main. Han engagerades 1853 vid hovoperan i Wien, till vars yppersta krafter han hörde ända till sin avgång 1885. Beck ägde en klangfull och omfångsrik djup baryton, som stöddes av ypperliga dramatiska talanger.